# 롯데카드
롯데카드(Lotte Card)는 대한민국의 신용카드사이다. 아멕스 및 롯데백화점과 기술·경영 협력이 체결되어 있다. 롯데카드는 롯데그룹 전체를 아우르는 유통, 서비스 인프라를 통해 폭넓은 할인, 무이자할부 서비스와 함께 현금서비스, 카드론 등 편리한 금융서비스를 제공하고 있는데 롯데그룹의 광범위한 유통 네트워크를 활용하였다. 2006년 국내 최초로 그룹 계열사 포인트를 통합한 롯데멤버스 프로그램을 운영하고 있다. 롯데멤버스는 2015년 4월 별도의 법인으로 분사하였으며 포인트 명칭은 L.POINT로 변경하였다. 롯데카드는 개인 소매 금융, 여행업, 통신판매업, 보험대리점업 등 다각화된 사업 영역을 운영하고 있다.

## 연혁
- 1989년 8월 : 동양크레디트카드(Tongyang Credit Card) 설립.
- 1995년 9월 : 아메리칸 엑스프레스의 대한민국 내 영업권 양수도 계약.
- 1995년 10월 : 동양카드(Tongyang Card)로 사명 변경.
- 1998년 1월 : 동양그룹 계열사인 동양할부금융과 흡수 합병.
- 2002년 12월 : 롯데그룹에 흡수 합병되면서 롯데카드로 사명 변경.
- 2003년 12월 : 롯데백화점 카드와 통합.
- 2006년 3월 : 롯데멤버스 출범 및 롯데포인트 통합.
- 2009년 12월 : 중구 남창동 남대문 사옥으로 본사 이전.
- 2015년 1월 : 롯데멤버스 부문을 롯데멤버스 주식회사로 분사.
- 2015년 4월 : 롯데멤버스를 L.POINT로 변경.
- 2016년 4월 : 키자니아 부산 내 'E-키조 카드센터' 체험관 개장.
- 2018년 11월 : 산업자본 지주사가 금융계열사를 둘 수 없는 금산분리법에 의해 지분 매각 발표.
- 2019년 10월 : 롯데그룹 자회사 탈퇴 및 MBK파트너스와 우리은행 컨소시엄으로 최대주주 변경.
- 2020년 5월 18일 : 중구 남창동에서 종로구 신문로1가 콘코디언빌딩(구 금호아시아나그룹 사옥)으로 본사 이전.

## 특징
2019년 5월 MBK 파트너스 - 우리은행 컨소시엄에 지분을 매각하면서 롯데쇼핑의 지분율은 20%로 축소되었다. 하지만 매각 후에도 롯데그룹과의 협업 관계를 유지하고, 향후 5년 간 고용 보장 등 롯데그룹과 관계를 유지하기로 하여 고객에게 체감되는 혜택에는 큰 변화가 없을 것으로 보인다.
그러나 2021년 말부터 우리카드에서 독자 가맹점 구축을 선언하고 자체 가맹점 모집을 개시하며 새로운 변수로 떠오르게 됐다. 결국 우리카드는 롯데카드 인수 대신, 자체 가맹점망을 구축하고 2023년 7월 24일에 자체 매입망을 이용하는 신용/체크카드를 내놓았다.
결국 재매각에 난항을 겪게 되자, 롯데카드에서는 2023년 5월 23일 로카모빌리티를 맥쿼리자산운용에 분리 매각했다.

## 발급기관
각 제휴 카드는 제휴 금융기관의 현금카드 탑재가 가능하며, 카드 등록과 함께 현금카드 기능이 활성화된다. 특정 금융기관 제휴형 외에 체크카드는 기본형인 롯데체크카드, 포인트플러스 체크카드(은련 포함), 플래티넘(마일리지형 포함-비자 연회비 부과) 위클리(비자, 은련) 체크카드, LIKIT(ALL, FUN, ON), L페이 by 롤라(우리은행만 연결 가능) 체크카드 한정으로 신한은행과 우리은행에 IC현금카드 등록이 가능하다. 신한은행은 인터넷뱅킹, ATM, 창구에서 등록이 가능하고, 우리은행은 창구에서만 등록할 수 있다. 한국외환은행도 해당 체크카드에 IC현금카드 등록이 가능했으나, 하나은행으로 통합된 후에는 등록할 수 없다. 현재는 단종된 부산은행 썸뱅크 제휴 카드는 썸뱅크 앱에서 신청을 받았다.

### 은행 및 비은행 금융기관
- 우리은행
- 신한은행
- 하나은행
- 부산은행
- 경남은행
- 광주은행
- SC제일은행
- 중소기업은행
- 전북은행
- NH농협은행
- 수협은행
- iM뱅크
- 상호저축은행(신용카드만)

## 취급카드
- 롯데국내전용카드 (취급 중)
- 비자카드 (취급 중)
- 마스터카드 (신용카드 한정)
- 아메리칸 엑스프레스 (취급 중)
- JCB (취급 중)
- 유니온페이 (취급 중)
- 체크카드는 비자카드와 유니온페이만 있으나, 롯데 유니온페이 체크카드는 해외 사용을 할 수 없고 국제현금카드로만 가능하다. 비자 체크카드는 2018년 3월부터 해외 사용이 가능하며, 그 전에 발급받은 비자 체크카드는 재발급받아야 해외 사용이 가능하다. 즉시출금식이다.

## 교통카드

### 선불교통카드
현재 롯데카드 발행 상품 중 선불교통카드를 탑재할 수 있는 카드는 다음과 같다. 선불교통카드는 모두 캐시비다.
체크카드
- 위클리 체크카드(국내전용/비자카드만 가능. 은련은 캐시비 선택 불가)
- 롭스 선불캐시비 체크카드

### 후불교통카드
현재 롯데카드의 후불교통카드는 복합형 또는 멀티교통카드 기능이 적용되었다. 하지만 모든 카드상품에는 MT형 후불교통카드를 적용하지 않아서 일부 카드상품에는 M형 전용, T형 전용 후불교통카드로 둘중에 하나를 선택하여 발급받을 수밖에 없고, 후불교통카드를 이용함에 있어서 M형전용 후불교통카드와 T형전용 후불교통카드를 따로 챙겨야 하는 아주 불편한 단점이 있으므로, 이용시 많은 유의가 필요하다.
체크카드는 "체크플러스"에만 후불교통카드가 적용된다.
T형(티머니 후불교통카드)
- 지하철 버스 사용 지역: 수도권(서울, 경기, 인천), 대전, 춘천
- 전 지역 버스 사용 지역: 세종, 제주, 강원(원주, 횡성 제외), 충남(아산/천안 제외)
- 지하철 사용지역: 아산, 천안
- 경전철 사용지역: 의정부경전철 , 용인경전철, 우이신설경전철
  - 버스 사용 지역:
  - 경북 일부(포항/영주/문경/상주, 예천/울진/의성)
  - 전남 일부(강진/구례/함평[3])

M형(마이비 후불교통카드)
- 지하철 버스 사용 지역: 광주, 부산, 김해, 양산, 대구, 경산
- 전 지역 버스 사용 지역: 울산, 경남, 전북, 충북
- 경전철 사용 지역 :부산~김해경전철
- 버스 사용 지역:
  - 강원 일부(원주, 횡성)
  - 경북 일부(경주/구미/김천/안동/영천, 고령/성주/울릉/청도/칠곡)
  - 전남 일부(광양/나주/목포/순천/여수, 고흥/담양/무안/보성/신안/영암/장성/함평[5]/해남/화순)
  - 충남 일부(아산/천안)

MT형(티머니, 마이비 멀티후불교통카드)
- T형지역과 M형지역에서 모두 사용 가능

## 같이 보기
- 롯데그룹
- 대한민국의 신용카드사 목록